# Borikenophis
Borikenophis – rodzaj węży z podrodziny ślimaczarzy (Dipsadinae) w rodzinie połozowatych (Colubridae).

## Zasięg występowania
Rodzaj obejmuje gatunki występujące na Portoryko, Brytyjskich Wyspach Dziewiczych i Wyspach Dziewiczych Stanów Zjednoczonych.  

## Systematyka

### Etymologia
Borikenophis: nazwa Boriken oznaczająca w języku Tainów „Portoryko”; οφις ophis, οφεως opheōs „wąż”.

### Podział systematyczny
Do rodzaju należą następujące gatunki:
- Borikenophis portoricensis (Reinhardt & Lütken, 1862)
- Borikenophis prymnus (Schwartz, 1966)
- Borikenophis sanctaecrucis (Cope, 1862) – prawdopodobnie wymarły
- Borikenophis variegatus (Schmidt, 1926)